# Griffin Kijów
Griffin Kijów (ukr. "Гріффін" Київ) – ukraiński klub piłki nożnej plażowej w Kijowie, wicemistrz Ukrainy.

## Historia
Zespół Griffin został założony w 2008 roku w Kijowie przez firmę "Impel Griffin". W 2011 zespół zdobył brązowe medale Kijowskiej Beachsoccer League - I Liga. W 2011 przyszedł pierwszy duży sukces - klub zdobył wicemistrzostwo Ukrainy Beach Soccera.
W 2013 roku klub został zaproszony do udziału w inauguracyjnych rozgrywkach Euro Winners Cup we Włoszech, który jest plażowym odpowiednikiem piłkarskiej Ligi Mistrzów, który organizuje FIFA wraz ze Światowym Związkiem Plażowej Piłki Nożnej (BSWW).
Klub najpierw zajął 2. miejsce w grupie D, pokonując angielski Sandown Sociedad i włoski Viareggio BS, remisując ze szwajcarskim Grasshopper Club Zurich (porażka w karnych), następnie w ćwierćfinale wygrał z Grembachem Łódź, a w półfinale z Grasshopper Club Zurich. Dopiero w finale przegrał z rosyjskim Łokomotiwem Moskwa.

## Sukcesy

### Międzynarodowe
- Euro Winners Cup :
  - Wicemistrz: 2013

### Krajowe
- Mistrzostwo Ukrainy :
  - Wicemistrz: 2012

## Kadra

### Znani zawodnicy
- Witalij Sydorenko